# Revolution Spring
Revolution Spring is het zevende studioalbum van de Amerikaanse punkband The Suicide Machines. Het album werd op 27 maart 2020 uitgegeven via Fat Wreck Chords op cd en lp en is het eerste album dat de band via dit label heeft laten uitgeven. Revolution Spring is het eerste nieuwe werk dat de band in 15 jaar tijd heeft gepubliceerd.

## Achtergrond
Revolution Spring is het eerste album waar gitarist Justin Malek aan heeft meegewerkt. The Suicide Machines ging uit elkaar in 2006 en begon in de periode 2009 sporadisch optredens te geven, ditmaal met Malek, die oorspronkelijke gitarist Dan Lukacinsky had vervangen. Zanger Jason Navarro is het enige overgebleven oorspronkelijke lid van de band die aan dit album heeft meegewerkt. Het album werd in februari 2019 opgenomen en geproduceerd door Roger Lima van Less Than Jake.
In december 2019 maakte Fat Mike van Fat Wreck Chords bekend dat een album van The Suicide Machines in 2020 uitgegeven zou worden. Begin 2020 maakte de band de eerste details over het album bekend, inclusief de uitgavedatum en titel. Ook werd het nummer "Awkward Always" beschikbaar gemaakt voor streamen. Dit werd gevolgd door "Anarchist Wedding" eind februari.
Op 23 maart 2020, vier dagen voor de officiële uitgave, werd het gehele album beschikbaar gemaakt voor streamen. Op 2 april werd een videoclip voor het nummer "To Play Caesar (Is to Be Stabbed to Death)" uitgegeven. De videoclip bevat beeldmateriaal van een benefietoptreden van de band in Detroit voor de organisatie Food Not Class.

## Nummers
1. "Bully in Blue" - 2:11
2. "Awkward Always" - 2:34
3. "Babylon of Ours" - 2:34
4. "Flint Hostage Crisis" - 1:42
5. "To Play Caesar (Is to Be Stabbed to Death)" - 2:06
6. "Trapped in a Bomb" - 2:05
7. "Detroit is the New Miami" - 1:33
8. "Eternal Contrarian" - 2:11
9. "Well Whiskey Wishes" - 2:22
10. "Black Tar Halo" - 1:21
11. "Empty Time" - 2:24
12. "Impossible Possibilities" - 2:15
13. "Potter's Song" - 1:41
14. "Simple" - 3:03
15. "Anarchist Wedding" - 1:37
16. "Cheers to Ya" - 2:49

## Band
- Jason Navarro - zang
- Ryan Vandeberghe - drums
- Rich Tschirhart - basgitaar
- Justin Malek - gitaar